# کیا موتورز هند
کیا موتورز هند (انگلیسی: Kia Motors India) یک شرکت تابعه کیا موتورز است که برای فعالیت‌های مونتاژ خودروهای کیا در هند تأسیس شده‌است. این شرکت در ۱۹ مه ۲۰۱۷ در پی اعلام ساخت کارخانه جدید کیا در منطقه آنانتاپور، آندرا پرادش هند، تأسیس شد. این کارخانه تولید آزمایشی خود را در ژانویه ۲۰۱۹ آغاز کرد و تولید انبوه اولین محصول خود کیا سلتوس در ۳۱ ژوئیه ۲۰۱۹ آغاز شد. این کارخانه قادر است سالانه ۳۰۰۰۰۰ خودرو تولید کند.